# リヒャルト・クロチャック
リヒャルト・クロチャック（Richard Krotschak, 1904年12月30日 - 1989年3月9日）は、ウィーン国立歌劇場管弦楽団ならびにウィーン・フィルハーモニー管弦楽団で首席奏者を務めたチェリストである。「弦楽器のウィーン楽派を代表する人物」と評されている。

## 経歴

### 生誕〜キャリア初期

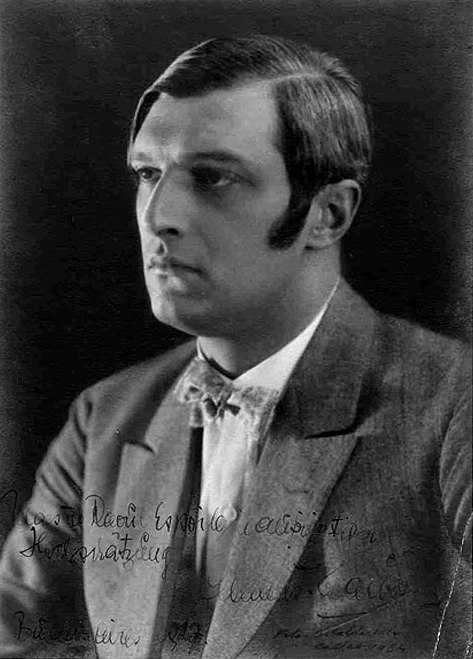
ウィーン交響楽団に在籍していたクロチャックを、ウィーン国立歌劇場管弦楽団並びにウィーン・フィルハーモニー管弦楽団の首席奏者に取り立てた指揮者クレメンス・クラウス

1904年12月30日にチェコスロヴァキア中部のイフラヴァに生まれ、プラハ音楽院で最初の音楽教育を受ける。1922年にウィーンへと渡り、ウィーン国立歌劇場管弦楽団首席チェロ奏者のフリードリヒ・ブックスバウムに師事した。また、ユリウス・クレンゲルを源流とするドイツ楽派に属するとされる、ブッシュ弦楽四重奏団のチェリスト、パウル・グリュンマーにも、1924年までウィーン音楽院で師事した。

### ウィーン・フィルハーモニー管弦楽団時代
1924年、学生のうちからウィーン交響楽団首席チェロ奏者として演奏するようになり、1934年には、ウィーン交響楽団時代からクロチャックを知っていた指揮者のクレメンス・クラウスの推薦により、ウィーン国立歌劇場管弦楽団ならびにウィーン・フィルハーモニー管弦楽団の首席奏者となった。1929年からウィーン国立歌劇場総監督を務めていたクラウスは、前任者のフランツ・シャルク同様若い奏者に重要なポストを任せており、クロチャックと前後してヴァイオリニストのリカルド・オドノポソフをコンサートマスターにしたり、第2ヴァイオリンの末席で弾いていたオットー・シュトラッサー、ウィリー・ボスコフスキー、アルフォンス・グリュンベルクをそれぞれ第2ヴァイオリンの首席奏者、第1ヴァイオリンのシュティムフューラー（4人ほどいるコンサートマスターに続く地位）ならびにバレエ公演時のソロ・ヴァイオリニスト、首席ヴィオラ奏者に任命したりした。また、ウィーン・フィルハーモニー管弦楽団入団後、クロチャックは40歳近く年上のコンサートマスター、アルノルト・ロゼと交流するようになり、その豪華な生活の話を聞いたりした。

### シュナイダーハン弦楽四重奏団時代

#### 設立の経緯

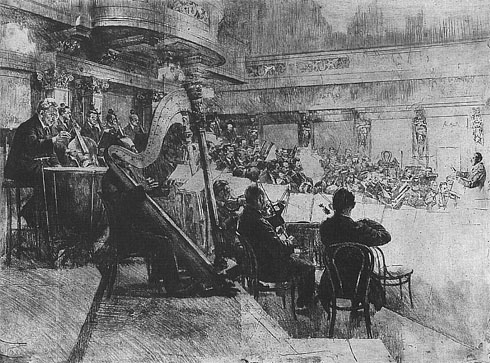
フェリックス・ワインガルトナーの指揮で演奏するウィーン・フィルハーモニー管弦楽団 (1926年)

クロチャックはこの頃から、ウィーン・フィルハーモニー管弦楽団コンサートマスターの1人、ヴォルフガング・シュナイダーハンらと室内楽で共演するようになった。なお、シュナイダーハンもクロチャックと同じく、ウィーン交響楽団からウィーン国立歌劇場管弦楽団およびウィーン・フィルハーモニー管弦楽団へと移籍した奏者で、いずれにおいてもコンサートマスターを務めた人物である。
初めての共演は1937年から1938年にかけてウィーン・コンツェルトハウスで企画された、ウィーン・フィルハーモニー管弦楽団管楽器グループのコンサートシリーズである。ベートーヴェンの七重奏曲とシューベルトの八重奏曲が演奏される予定となっていたシリーズ最後の演奏会のために、管楽器奏者たちから弦楽器奏者の手配を頼まれたシュナイダーハンのもとへ、同団第2ヴァイオリン奏者オットー・シュトラッサー、首席ヴィオラ奏者エルンスト・モラヴェッツ、そしてクロチャックが集った。
1938年3月22日、意気投合した4人はウィーン・コンツェルトハウスにて、弦楽四重奏団として初めての公演を行ったが、その時には団体としての名前はなく、4人の名前がそれぞれ記されていただけであった。「シュナイダーハン弦楽四重奏団」という名前が冠されたのは1939年のことであり、ピアニストのエリー・ナイが、ドイツのボンで開催されたベートヴェン祭に、彼らを招待した時であった。なお、この時シュナイダーハン弦楽四重奏団は、ベートーヴェンの弦楽四重奏曲第16番を演奏した。
シュナイダーハン弦楽四重奏団の演奏は「高貴なトーンにより、気負いのない自然な音楽を歌い上げていく洗練された奏法」であったと評されている。また、同団第2ヴァイオリン奏者のオットー・シュトラッサーは、同僚であるクロチャックについて「合奏においても、ソロにおいても同様に、経験を積んだ、すばらしい音楽家の典型であり、その卓抜な技術と相並んで、シュナイダーハン弦楽四重奏団にふさわしいパートナーとして人々に音楽の霊感を吹き込む能力を備えていた」と評している。

#### 戦中の活躍

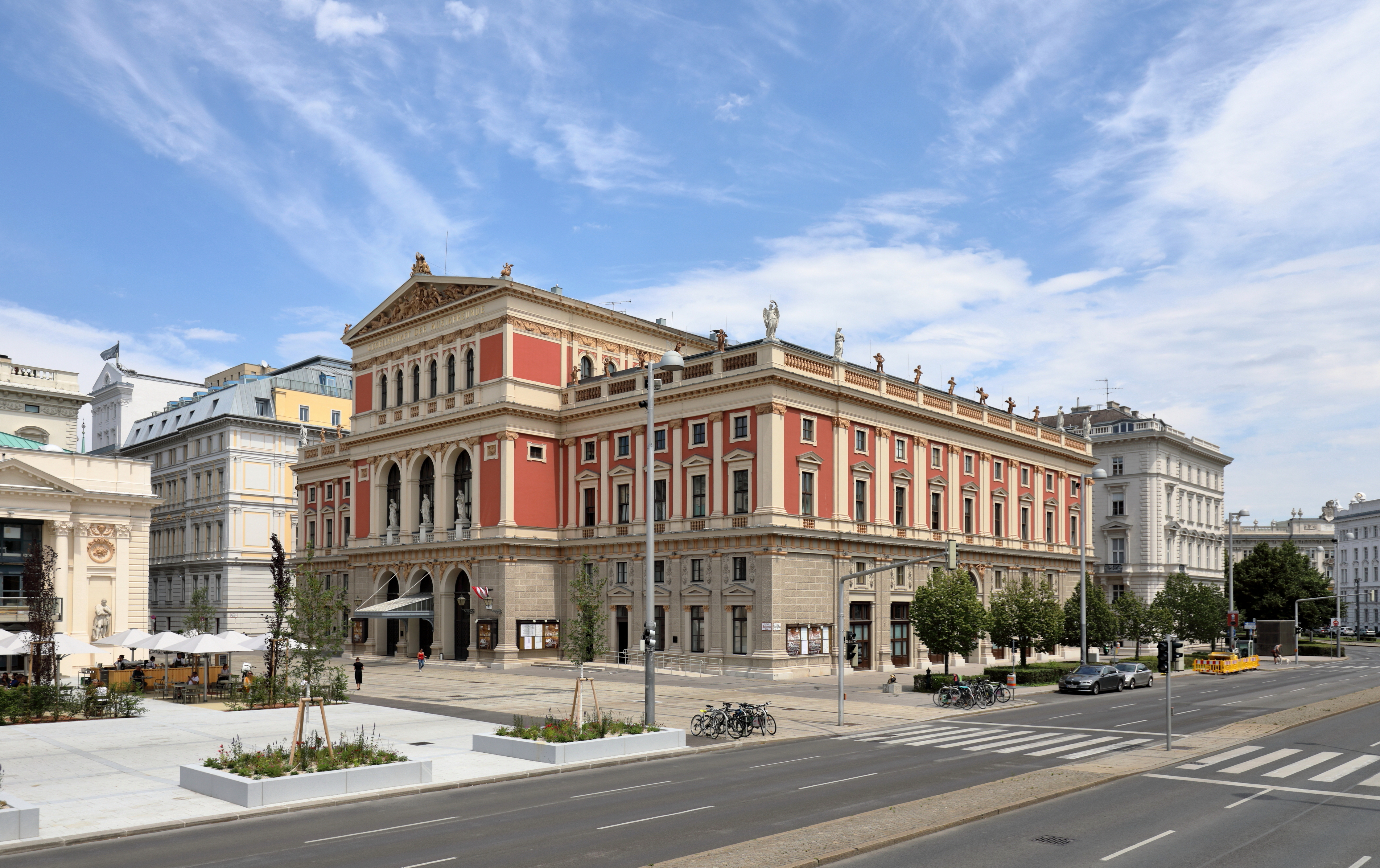
ウィーン楽友協会 (2020年)

シュナイダーハン弦楽四重奏団はウィーン楽友協会の会場と演奏契約をした団体であり、会場を満員にする人気があった。楽友協会会長のフランツ・シュッツ教授の要望で、シュナイダーハン弦楽四重奏団は1939年から1940年にかけてのシーズンの後半に初めて楽友協会に登場し、小ホールで3回のコンサートを行ったが、その際には、ウィーンの伝統を継承するという意図のもと、モーツァルト、ベートーヴェン、シューベルトの曲のみでプログラムを構成した。ヴォルフガング・シュナイダーハンが著名なソリストとしても人気を博していたこともあってチケットは即座に完売し、聴衆からも新聞からも好意的に受け入れられたので、急遽4回目のコンサートが追加された。このシーズンだけでも、29のレパートリーによる32のコンサートが開催された。さらに、私的な場において、ピアニストとしてのヴィルヘルム・フルトヴェングラーと共演することもあった。
次のシーズンには6回のコンサートが企画され、さらに追加コンサートも行われたが、チケットを求める人が殺到するので、大ホールでコンサートが行われるようになった。なお、その背後には、戦争が開始して「他のものがほとんど買えなくなった」厳しい社会情勢があった。
この時以来、楽友協会専属の弦楽四重奏団による室内楽の定期演奏シリーズが開催されるようになり、バリリ弦楽四重奏団、ウェラー弦楽四重奏団などが続いた。シュナイダーハン弦楽四重奏団は、ウィーン・フィルハーモニー管弦楽団のコンサートマスターを務めたアルノルト・ロゼがロンドンに亡命し、旧体制が終焉を迎えた1938年から、戦後のバリリ時代へと貴重な橋渡しを行ったと評されている。
その後は演奏旅行も行うようになり、中立国とされるスウェーデン、スペイン、ポルトガル、占領下のオランダ等でコンサートを行った。また、ドイツ各地でもコンサートを開いており、チョコレート製造業者で室内楽愛好家のシュプレンゲルの招きで、特にハノーヴァーには何度も足を運んだが、爆撃で壊れゆく都市の姿を何度も目にした。
また、ザルツブルク音楽祭にも何度か参加した。1944年の音楽祭は、ヒトラーの暗殺未遂事件に伴い中止されたが、特例としてフルトヴェングラーが指揮するウィーン・フィルハーモニー管弦楽団と、シュナイダーハン弦楽四重奏団のみ公演が許された。なお、急用のため本番には来られなかったが、リヒャルト・シュトラウスがシュナイダーハン弦楽四重奏団のリハーサルを見学した。
ナチスの高官から演奏をリクエストされることもあり、「シューベルトの『死と乙女』を聴きたい」と言ったルドルフ・ヘスの前で演奏したこともあった。また、ナチスの宣伝省から演奏会の頻度や収入に関するアンケートの回答を求められたこともあったが、これはシュナイダーハン弦楽四重奏団の国有化を目論んだものであったとされる。

#### 作曲家・指揮者リヒャルト・シュトラウスとの交流
シュナイダーハン弦楽四重奏団は、作曲家・指揮者のリヒャルト・シュトラウスと交流を深めた。特に愛するモーツァルトの弦楽五重奏曲第3番をシュナイダーハン弦楽四重奏団が（ヴィオラ奏者を加えて）演奏する際、シュトラウスは足繁く聴きに行った。
1941年4月28日には、戦争のストレスで気落ちしていたシュトラウスを慰めるために、ガルミッシュにある彼の家を訪ね、モーツァルトの弦楽四重奏曲第17番 、ハイドンの弦楽四重奏曲第75番 を演奏した。シュトラウスは感動して落涙するとともに、ハイドンのメヌエットのトリオを、往年のヴァイオリニストヨーゼフ・ヨアヒムがいかに見事に演奏したか、そしてモーツァルトがいかにハイドンを尊敬していたかについて話した。その後シュトラウスは、当時作成していたオペラ『カプリッチョ』の解説をするとともに、その六重奏をピアノで演奏して聴かせた。そして別れの際には、自身が使用していた青い小さな楽譜帳5冊を、各メンバーへの献呈の辞をしたためてプレゼントした（弦楽四重奏団の4人と、同行したウィーン・フィルハーモニー管弦楽団楽団長イェルガーのぶん）。なお、1942年5月7日にシュナイダーハン弦楽四重奏団は上述の六重奏を初演している。これに際しシュトラウスは、弓使いが記入された校正済みの楽譜をメンバーに送るとともに、リハーサルにも立ち会った。
また、1942年の2月には、ジャッカン通りのシュトラウス宅で開催されたゲルハルト・ハウプトマンの80歳祝いに、サプライズゲストとして登場している。
1944年6月11日には、カール・ベーム、ヴィルヘルム・イェルガーとともにジャッカン通りにあるシュトラウス宅を訪れ、誕生日と朝の挨拶としてハイドンの弦楽四重奏曲第67番 の第1楽章を演奏した。

#### ユダヤ人差別

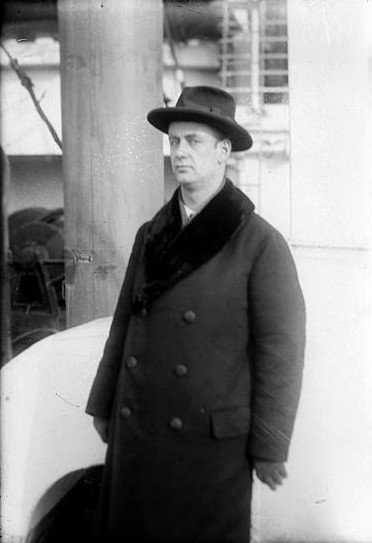
クロチャックを支援した指揮者ヴィルヘルム・フルトヴェングラー

クロチャックの妻はユダヤ人であったため、ナチス・ドイツが制定したニュルンベルク法における「ユダヤ人と姻戚関係にあるもの」に該当したが、自身の才能、および指揮者ヴィルヘルム・フルトヴェングラーやカール・ベームの尽力のおかげで、芸術家の地位を失うことはなかった。また、シュナイダーハン弦楽四重奏団ヴィオラ奏者のモラヴェッツも「特別許可」のもとで演奏できている状態であったが、同団第1ヴァイオリン奏者シュナイダーハン、第2ヴァイオリン奏者シュトラッサーの協力もあり、クロチャックとともに演奏家として活動できた。また、シュナイダーハンは、自身の弦楽四重奏団のメンバーを守るためにナチスへ入党し、政治色が強いとされる場面でも度々演奏した。

#### 戦後の活動と解散
戦後、シュナイダーハン弦楽四重奏団は出演禁止措置を受け、2年間公演ができなかった。復帰公演は1947年2月20日に、ウィーン楽友協会で行われた。
1949年にウィーン・フィルハーモニー管弦楽団を退団したヴォルフガング・シュナイダーハンは、その後エドウィン・フィッシャー、エンリコ・マイナルディとトリオを組むことになったため、シュナイダーハン弦楽四重奏団を解散することとなり、1951年8月2日にザルツブルク音楽祭で最終コンサートを行った。

### バリリ弦楽四重奏楽団時代

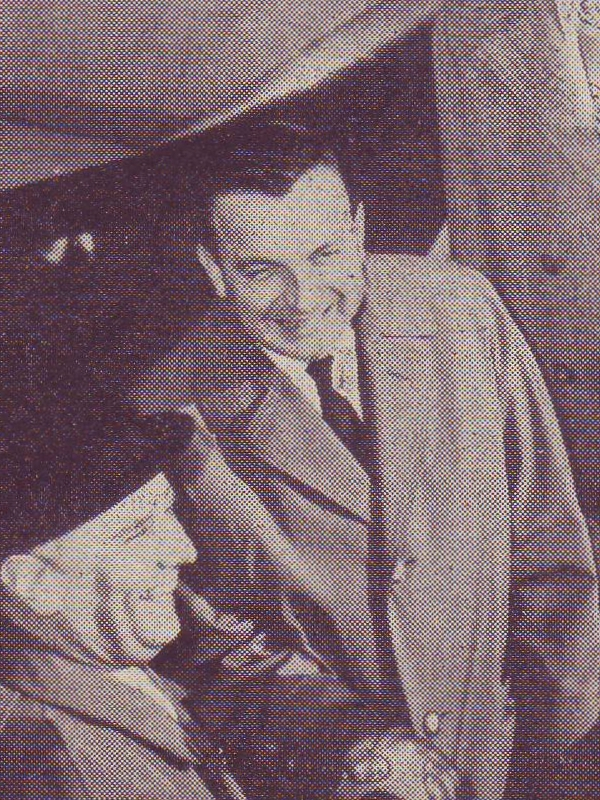
クロチャックらとバリリ弦楽四重奏楽団を組織したワルター・バリリ (1957年)

1951年にシュナイダーハンが脱退したことで、シュナイダーハン弦楽四重奏楽団は解散となったが、クロチャックらの残されたメンバー（第2ヴァイオリンのオットー・シュトラッサー、ヴィオラのルドルフ・シュトレング）は、ウィーン・フィルハーモニー管弦楽団コンサートマスターにして、バリリ弦楽四重奏団の一員として活躍するも自身以外のメンバーが死去・脱退して一人取り残されていたワルター・バリリと合流し、新生バリリ弦楽四重奏団として活動を開始した。初めてのコンサートは1951年8月13日にザルツブルク音楽祭にて行い、ヴィオラ奏者のエーリヒ・ヴァイスとモーツァルトの弦楽五重奏曲第4番を、ピアニストのパウル・シルハスキーとシューベルトのピアノ五重奏曲「鱒」を演奏した。
新生バリリ四重奏団はモーツァルト、ベートーヴェンの弦楽四重奏曲の録音を開始するも、クロチャックは世界ツアーへの参加に負担を感じて1955年に脱退し、後任としてウィーン・フィルハーモニー管弦楽団首席チェロ奏者のエマヌエル・ブラベッツが加わった。そのためクロチャックは、モーツァルトの録音については第14番、第21番、第22番のみを、ベートーヴェンの全曲録音については、第1番から第7番、および第11番、第13番、第14番、大フーガ変ロ長調のみを担当した。なお、モーツァルトの第21番の録音については、クロチャックのチェロの「憧れに満ちた幅広いカンタービレ」が称賛されている。

### 晩年
ウィーン・フィルハーモニー管弦楽団を退団した後は、ウィーンやザルツブルクで教鞭をとった。1989年3月9日、ウィーンにて没。

## 教育活動

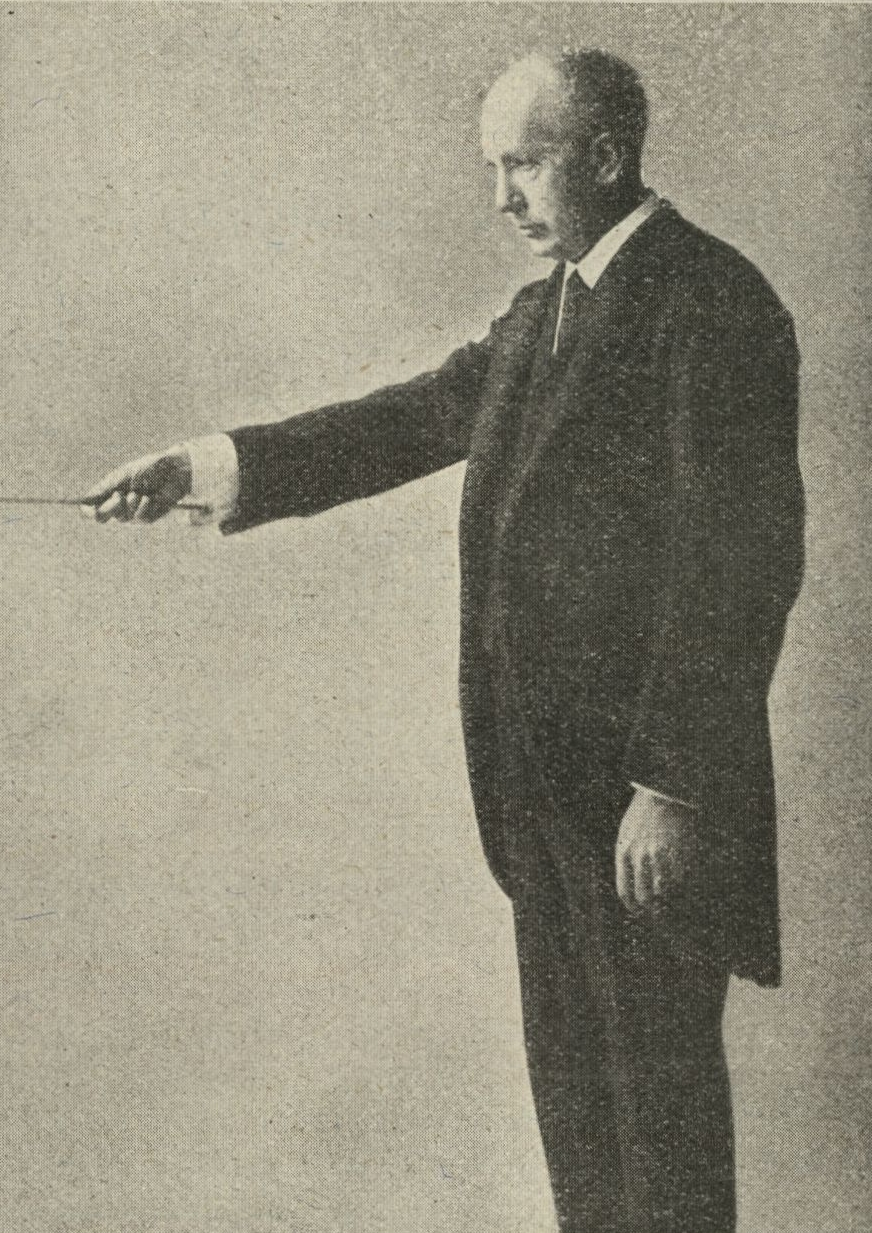
指揮をするリヒャルト・シュトラウス (1914年)。クロチャックは作曲家であるシュトラウス自身の指揮のもと、『ドン・キホーテ』のソリストを務めた。

1945年より音楽アカデミー（のちにウィーン国立音楽大学と改称）で教鞭を取るようになった。クロチャックの「私が求めているのは才能がある人だ。生徒じゃないぞ」という言葉はよく知られているとされる。音楽研究家のブラウコプフ夫妻は「この教育の系図は、ほとんどベートーヴェンの時代にまでさかのぼってよいが、そうかといって、一定の、固い枠にはまった演奏法に縛られるわけではない。というのもウィーンの演奏の仕方、ウィーンのチェロの流派は、又、外部からやってくる刺激に対して開かれてもいた」と述べている。また、1967年からはザルツブルクのモーツァルテウム音楽院で教鞭をとった。
弟子にウィーン・フィルハーモニー管弦楽団のヴェルナー・レーゼル、ゲルハルト・カウフマン、フランツ・クロイツァー、エヴァルト・ヴィンクラー、アダルベルト・スコチッチ、および首席チェロ奏者を務めたヴォルフガング・ヘルツァーなどがいる。ウィーン楽友協会で、門下生たちのコンサートが開かれることもあった。ウィーン・フィルハーモニー管弦楽団およびシュナイダーハン弦楽四重奏団時代の同僚オットー・シュトラッサーは、教師としてのクロチャックについて「見事な腕前を持つソロ・チェリストや、オーケストラ員たるチェリストたちを育成した」と評している。
弟子の一人であり、クロチャックと同じくウィーン国立歌劇場管弦楽団およびウィーン・フィルハーモニー管弦楽団で首席チェロ奏者を務めたフランツ・バルトロメイ（3世）は、クロチャックが教育において重視したものとして「美しい旋律」「そのための力強い、しかし決して無理のない音となめらかなヴィブラート」を挙げている。クロチャックはオペラの名曲から取り出したチェロのソロパートを学生たちに弾いて聞かせていた。また、事故で入院した時も学生たちを病院に呼び、運指法と曲の解釈について議論した。バルトロメイはクロチャックの教育姿勢について以下のように記している。
また、1969年3月には、当時ウィーン国立歌劇場管弦楽団次席奏者を務めていて、「最高とは言えない楽器」を使っていた弟子のバルトロメイに対し、涙ながらに自身のチェロを譲った。このチェロは1727年にダヴィッド・テヒラーがローマで製作したもので、頭部が通常の渦巻型ではなく、ライオンの頭となっている。クロチャックはこのチェロとともにオーケストラでの演奏活動を行なったほか、1937年にはこのチェロを用いてウィーン・トーンキュンストラー管弦楽団に客演し、ソリストとしてリヒャルト・シュトラウス作曲の『ドン・キホーテ』を演奏して、指揮を務めた作曲家自身からメッセージを送られた。
バルトロメイに楽器を譲るとき、クロチャックは「この楽器はそれが今までずっといた場所、つまりウィーン国立歌劇場の首席に留まるべき」と語っており、奮起したバルトロメイは1973年に国立歌劇場管弦楽団の首席奏者のオーディションを受け、合格した。